# Megamedia
 (février 2025).
Megamedia est un groupe médiatique chilien, propriété de Bethia. Il contrôle cinq chaînes de télévision et cinq radios. La marque principale est Mega, la première chaîne privée de télévision ouverte du pays.
La marque Megamedia est née en 2019, après la réorganisation de Bethia Comunicaciones, la siège comunicacional de Bethia, de laquelle Red Televisiva Megavisión était une des filiales. Le nom officiel du groupe est établien août 2020, au fusionner Red Televisiva Megavisión avec Bethia Comunicaciones, devenant ainsi l'entreprise successeur de Red Televisiva Megavisión à niveau de groupe.

## Histoire
Le 27 décembre 2011, la chaîne Mega (fondée par Ricardo Claro Valdés en 1990 et propriété du Grupo Claro ) a été vendue au groupe Bethia dirigé par Liliana Solari, contrôleur du grand magasin Falabella, dans une opération estimée à CLP $88.000.000.0000. C'est ainsi qu'est née la filiale Bethia Comunicaciones.
En mars 2012, Candela FM, la première station de radio de la chaîne, a commencé à diffuser.
Le 31 mai 2016, Bethia a confirmé la vente de 27,5% de la chaîne au groupe américain Discovery Communications (absorbé plus tard dans Warner Bros. Discovery). La vente a été confirmée en avril pour un coût de CLP $40.000.000.000. Pour cette raison, Mega ajoute plusieurs programmes des chaînes Discovery, Inc. à leur programmation,. Cette alliance a duré jusqu’en 2022, date à laquelle le conglomérat américain a vendu sa part.

## Marques
| Marque                    | Type                             | Création                               | Commentaires |
| Megamedia Televisión S.A. | Megamedia Televisión S.A.        | Megamedia Televisión S.A.              | Megamedia Televisión S.A. |
| ------------------------- | -------------------------------- | -------------------------------------- | --- |
| Mega                      | Télévision ouverte               | 1990                                   | Chaîne principale du groupe. |
| Mega 2                    | Télévision ouverte               | 2022                                   | Centrée sur la programmation culturelle, les voyages, le divertissement et les sports. |
| ETC                       | Télévision par câble             | 1996                                   | Centrée sur la programmation pour la jeunesse, l'anime et les E-Sports. Acquisition de 70% du patrimoine de ETC Medios S.A. en 2009, atteignant au 100% en 2017. |
| Mega Ficción              | Télévision par câble             | 2022                                   | Centrée sur les telenovelas du groupe. |
| Meganoticias Ahora        | Télévision par câble et internet | 2024                                   | Centrée sur les programmes d'information et d'actualité,. |
| Mega Tiempo               | Télévision par câble et internet | 2024                                   | Centrée sur la météo. C'est la première chaîne de télévision chilienne consacrée exclusivement à la météo. |
| Megamedia Radio S.A.      |                                  |                                        | |
| Radio Disney              | Radio                            | 2008                                   | Sous la licence de The Walt Disney Company Latin America, acquise à Copesa en 2020. |
| Radio Carolina            | Radio                            | 1975                                   | Acquise en 2017 desde Grupo Dial (Copesa). |
| Radio Infinita            | Radio                            | 1977                                   | Acquise en 2017 à RBR Radios. |
| Romántica FM              | Radio                            | 1990                                   | Acquise en 2017 à RBR Radios. |
| FM Tiempo                 | Radio                            | 1983 (radio) 2023 (radio par internet) | Acquise en 2017 àRBR Radios. Elle commence à diffuser en tant que radio Internet après que le signal FM ait été mis en location en raison de problèmes financiers,. |
| Radio Candela             | Radio                            | 2012 (radio) 2022 (radio par internet) | Concentrée sur la musique tropicale et latine, après orientée sur la musique tropicale et populaire, et finalement vers la musique pop latine. La radio a fermé ses émissions le 30 octobre 2020, étant remplacée par Radio Disney. Le 16 avril 2022, la radio a été relancée en tant que radio par internet. |
| Autres propriétés         |                                  |                                        | |
| Mega Global Entertainment | Distributeur                     | 2018                                   | Coentreprise entre SBS (Corée du Sud), Mega (Chili), Mediaset (Italie), et Zona A (Colombie). |
| Mega Go                   | Streaming                        | 2022                                   | Streaming de vidéo à la demande. |

### Marques décédées
- Mega Plus (télévision par câble, 2019-2024) : Axé sur les programmes de voyage, de gastronomie, d'information et de séries . La chaîne a commencé à diffuser le 1er janvier 2019 et a cessé de diffuser le 15 mars 2024[14],[15],[16].